# Crossfire (jeu vidéo, 1981)
Pour les articles homonymes, voir Crossfire.
Crossfire est un jeu vidéo de type shoot 'em up développé par Jay Sullivan et publié par Sierra On-Line en 1981 sur Apple II avant d’être porté sur Atari 8-bit, C64, Commodore VIC-20 et IBM PCjr. Dans ce jeu, le joueur aux commandes d'un vaisseau doit essayer de stopper une invasion extraterrestre.

## Système de jeu
Le joueur est aux commandes d’un vaisseau et tente de stopper une invasion d’extraterrestres. Chaque niveau se déroule dans une ville, représentée en vue du dessus, dans laquelle le joueur peut déplacer et faire tirer son vaisseau dans les quatre directions à l’aide du joystick ou du clavier. Le joueur débute chaque niveau au centre d’une ville encerclée par les extraterrestres, qui commencent alors à l’envahir. Des stations de ravitaillement disséminées dans la ville permettent au joueur de se réapprovisionner en carburant et en munition. Après avoir détruit tous les extraterrestres, le joueur accède à un nouveau niveau dans lequel il affronte des ennemis plus rapides et plus agressifs,,,.

## Accueil
Dans son numéro 3 de janvier-février 1983, le magazine français Tilt chronique les versions pour Apple II et Atari 800 et lui attribue la note de 5/6 pour l'intérêt et 6/6 pour le graphisme, en indiquant : 

« La programmation des mouvements doit d'ailleurs faire l'objet de louanges particulières, tant elle est précise, rapide et nerveuse. Crossfire lors de l'élection au meilleur jeu sur computer 82, s'est en effet classé en deuxième position. Déjà presque un "standard". »